# Яглыч, Владимир Владимирович
Влади́мир Влади́мирович Я́глыч (род. 14 января 1983, Москва, СССР) — российский актёр театра, кино и дубляжа.

## Биография
Владимир Яглыч родился 14 января 1983 года в Москве. Его отец служил офицером. О детстве исполнитель говорит мало. Известно, что Владимир даже не думал о кинокарьере, а мечтал о профессии лётчика.
В 2000 году окончил московскую школу № 1411.
Окончил в 2004 году Театральный институт имени Бориса Щукина, курс Е. В. Князева.
В 2003 году дебютировал в кино сразу несколькими заметными ролями — лейтенант Малютин в военной ленте «На безымянной высоте». В том же году Владимир Яглыч снялся в картине «Моя Пречистенка», где сыграл Сергея — сына князя и горничной.
С 8 сентября по 29 декабря 2013 года принимал участие в проекте «Ледниковый период-4» на Первом канале.
29 декабря 2013 года Владимир Яглыч и Оксана Домнина были объявлены победителями шоу «Ледниковый период-4».
С 5 сентября 2014 года — ведущий музыкального шоу «Артист» на телеканале «Россия-1».

## Личная жизнь
- В 2005—2010 годах был женат на актрисе Светлане Ходченковой[2].
- В декабре 2013 года Яглыч сообщил о романе с партнёршей по шоу «Ледниковый период», чемпионкой мира в танцах на льду Оксаной Домниной[3]. В начале 2014 года они расстались[4].
- В 2015 году начал встречаться с Антониной Паперной (род. 1990), дочерью украинских актёров Ольги Сумской и Евгения Паперного[5][6].
  - В 2018 году у пары родилась дочь[7]; девочку назвали Ева.
  - В 2020 году они стали родителями во второй раз, у пары родился сын Даниил[8].

## Творчество

### Роли в театре

#### Независимый театральный проект
- 2005 — «Жестокие танцы»[9] Танцевальный марафон по мотивам романа Хораса Маккоя «Загнанных лошадей пристреливают, не правда ли?» — Ви

#### Другие театры
- «Кони привередливые» — Сураз
- «Приключения Красной Шапочки» — Серый Волк
- «Чума на оба ваши дома»[10]

### Фильмография
| Год  |     | Название                                       | Роль                                                                                             |
| ---- | --- | ---------------------------------------------- | ------------------------------------------------------------------------------------------------ |
| 2003 | ф   | Антикиллер 2                                   | опер с камерой                                                                                   |
| 2004 | с   | Карусель                                       | Толик                                                                                            |
| 2004 | с   | На безымянной высоте                           | лейтенант Алексей Малютин, разведчик                                                             |
| 2005 | с   | Две судьбы 2                                   | Козаков, однокурсник Петра                                                                       |
| 2005 | с   | Две судьбы 3                                   | Козаков, однокурсник Петра                                                                       |
| 2005 | с   | Звезда эпохи                                   | комсорг                                                                                          |
| 2005 | с   | Не родись красивой                             | Леонид, приятель Маши                                                                            |
| 2005 | с   | Охота на асфальте                              | Валентин Решетников, лейтенант милиции                                                           |
| 2005 | с   | Примадонна                                     | эпизод                                                                                           |
| 2006 | с   | Моя Пречистенка                                | Сергей Дёмин, сводный брат Алекса Репнина, сын князя Николая Николаевича и горничной Даши        |
| 2006 | с   | Солдаты 9                                      | рядовой Грачёв                                                                                   |
| 2006 | с   | Солдаты 10                                     | рядовой Грачёв                                                                                   |
| 2007 | с   | Право на счастье                               | Миша                                                                                             |
| 2007 | с   | СМЕРШ                                          | Михась, член банды                                                                               |
| 2008 | с   | Казаки-разбойники                              | Лёха                                                                                             |
| 2008 | ф   | Мы из будущего                                 | Олег Игоревич Васильев (Череп), чёрный копатель                                                  |
| 2009 | с   | Две стороны одной Анны                         | Сергей Шелягин, брат Анны                                                                        |
| 2009 | с   | Любовь — не то, что кажется                    | Павел Караваев, парень Аллы                                                                      |
| 2009 | с   | Правила угона                                  | Амбал                                                                                            |
| 2009 | с   | Принцесса и нищенка                            | Дмитрий Крымов                                                                                   |
| 2009 | ф   | Ты и я                                         | Сергей                                                                                           |
| 2009 | ф   | Я покажу тебе Москву                           | Толя Рыбаков (Сибиряк)                                                                           |
| 2010 | ф   | Луч на повороте                                | Даниил Арбузов (Дыня)                                                                            |
| 2010 | ф   | Мы из будущего 2                               | Олег Игоревич Васильев (Череп), археолог, участник реконструкции                                 |
| 2010 | ф   | На ощупь                                       | хозяин Бумера                                                                                    |
| 2010 | с   | Небо в огне                                    | Василий Астахов, артиллерист, ставший летчиком                                                   |
| 2010 | ф   | Ночь длиною в жизнь                            | Степан Лобов                                                                                     |
| 2010 | с   | Судьбы загадочное завтра                       | Константин Ильич Гаев, предприниматель                                                           |
| 2011 | с   | Откройте, это я!                               | Гарик, жених Маши, управляющий отелем                                                            |
| 2011 | с   | Печали-радости Надежды                         | Валера Коробов, муж Надежды                                                                      |
| 2011 | с   | Поцелуй Сократа (фильм 2 «Ожерелье Нефертити») | Игорь Полуянов, сын Карпова                                                                      |
| 2011 | ф   | Пять невест                                    | Михаил Ломахин, младший лейтенант, механик                                                       |
| 2011 | ф   | Семь майских дней (не был завершён)            | Максим                                                                                           |
| 2011 | с   | Только ты                                      | Андрей Захаров                                                                                   |
| 2012 | ф   | Билет на Vegas                                 | Дима, друг Макса                                                                                 |
| 2012 | с   | Моя большая семья                              | Егор Самокрутов                                                                                  |
| 2012 | с   | Под прикрытием                                 | Олег Резвов (Резвый), капитан ФСБ, агент под прикрытием                                          |
| 2013 | с   | Операция «Кукловод»                            | Иван Королёв, майор ФСБ                                                                          |
| 2013 | с   | Повороты судьбы                                | Никита Анисимов                                                                                  |
| 2013 | ф   | Роман с кокаином                               | Егоров                                                                                           |
| 2014 | ф   | Лёгок на помине                                | Глеб, однокурсник Павла                                                                          |
| 2014 | с   | Неслучайная встреча                            | Сергей Михайлович Лежнёв (Серж Лежен), медбрат «скорой помощи», бывший боец Иностранного легиона |
| 2014 | с   | Прости меня, мама                              | Николай Ефремов                                                                                  |
| 2014 | с   | Семейный бизнес                                | Илья Пономарёв                                                                                   |
| 2015 | ф   | Воин                                           | Слава Родин, старший брат Ромы                                                                   |
| 2015 | с   | Идеальная жертва                               | Игорь Ветров, хирург                                                                             |
| 2015 | с   | Семейный бизнес 2                              | Илья Пономарёв                                                                                   |
| 2016 | ф   | Должок                                         | Игорь Дугин, коллектор                                                                           |
| 2016 | с   | Екатерина: Взлёт                               | Григорий Потёмкин                                                                                |
| 2016 | ф   | Экипаж                                         | Синицын, пилот                                                                                   |
| 2016 | кор | Молодогвардейцев, 32                           | полицейский                                                                                      |
| 2016 | с   | Саша добрый, Саша злой                         | Александр Дёмин, старший следователь, майор                                                      |
| 2016 | с   | Частица Вселенной                              | Тимур Кутовых, космонавт                                                                         |
| 2017 | с   | Команда Б                                      | Михаил Волков, пилот                                                                             |
| 2017 | с   | Молодёжка                                      | Руслан Михайлович Жданов (Рус), хоккеист                                                         |
| 2017 | ф   | Про любовь: Только для взрослых                | Михаил, дизайнер                                                                                 |
| 2018 | ф   | Без меня                                       | Антон                                                                                            |
| 2018 | ф   | Ночная смена                                   | Макс Самсонов                                                                                    |
| 2018 | ф   | Проводник                                      | Антон Морозов                                                                                    |
| 2019 | ф   | Девушки бывают разные                          | Виссарио                                                                                         |
| 2019 | ф   | Дикая лига                                     | Варлам                                                                                           |
| 2019 | с   | Екатерина: Самозванцы                          | Григорий Потёмкин                                                                                |
| 2019 | с   | Колл-центр                                     | Денис Викторович, начальник колл-центра                                                          |
| 2020 | мф  | Вперёд                                         | Барли Лайтфут                                                                                    |
| 2020 | ф   | Гудбай, Америка!                               | Игорь Новиков, бизнесмен                                                                         |
| 2020 | ф   | Золотое кольцо                                 | Валера                                                                                           |
| 2020 | ф   | Один вдох                                      | Игнат Каверин, фридайвер                                                                         |
| 2021 | ф   | Вещий Олег (не был завершён)                   | Олег                                                                                             |
| 2021 | с   | МУР-МУР                                        | Семён Марков, капитан, комиссованный фронтовик, до войны — сотрудник МУРа                        |
| 2021 | ф   | Настоящие истории                              | Герман                                                                                           |
| 2021 | ф   | Подарок                                        | Тимур, любовник Александры, бизнесмен                                                            |
| 2021 | ф   | Стендап под прикрытием                         | Прокаев                                                                                          |
| 2022 | кор | Возвращение Зои                                | Имя персонажа не указано                                                                         |
| 2022 | ф   | Моя ужасная сестра                             | Максим, папа Лены, жених Юли                                                                     |
| 2022 | ф   | Приплыли!                                      | Артём                                                                                            |
| 2023 | с   | Екатерина: Фавориты                            | светлейший князь Григорий Потёмкин                                                               |
| 2023 | ф   | Моя ужасная сестра 2                           | Максим, папа Лены                                                                                |
| 2023 | с   | Открытый брак                                  | Глеб                                                                                             |
| 2023 | ф   | Странный дом                                   | Артур, муж Елены                                                                                 |
| 2023 | с   | Ухожу красиво                                  | Борис Фадеев, оперуполномоченный подмосковного ОВД                                               |
| 2024 | ф   | Совсем ошалели                                 | Кирилл                                                                                           |
| 2024 | ф   | Любви не бывает?                               | Саша                                                                                             |
| 2025 | с   | Беспринципные в Питере                         | Александр                                                                                        |

### Роли в клипах
- 2014 — Леся Ярославская — «Стань моим мужем»
- 2015 — Полина Гагарина — «Я не буду»